# 比尔·贝利奇克
威廉·斯蒂芬·贝利奇克（William Stephen Belichick，1952年4月16日—），通称比尔·贝利奇克（Bill Belichick），美式橄榄球教练，曾执掌新英格兰爱国者二十四年，共以主教练身份带领新英格兰爱国者夺得6次超级碗，此外还以防守协调员身份跟随纽约巨人赢得2次超级碗。他被选入NFL2000年代全明星队、NFL2010年代全明星队和NFL100周年全明星队。

## 生平

### 早年
贝利奇克出生于田纳西州纳什维尔，祖父母为克罗地亚移民，祖父姓原为Biličić。他在马里兰州安纳波利斯长大。大学就读于康乃狄克州的維思大學的经济学专业，在大学期间打美式橄榄球、袋棍球及壁球。

### 前期教练生涯
1975年自大学毕业后，他先后在巴尔的摩小马、底特律雄狮、丹佛野马的教练组短暂工作，1978年加入纽约巨人教练组，先是担任防守助理兼特勤组教练，1980年起转为线卫教练兼特勤组教练。贝利奇克1985年升任纽约巨人的防守协调员，并在1986赛季和1990赛季赢得了两次超级碗（第二十一届、第二十五届）。1991年，贝利奇克成为克利夫兰布朗主教练。他在布朗队执教的5个赛季里表现平平，战绩为36胜44负，1996年被解职。1996-1999年期间，他先后在新英格兰爱国者和纽约喷气机教练组工作。

### 爱国者主教练
2000年1月，贝利奇克被任命为新英格兰爱国者主教练，球队老板还给予其几乎全部的球队管理权。与此同时，2000年4月，爱国者在选秀中以第6轮第199顺位签下汤姆·布雷迪，自此开启了NFL历史上的爱国者王朝。在第二赛季，爱国者即赢下了第三十六届超级碗，这也是球队的首座超级碗。在2003和2004赛季，爱国者又赢下两座超级碗（第三十八届, 第三十九届）。2007年，爱国者队爆出“间谍门”，爱国者队的视频助理在场边录制了纽约喷气机的防守暗号。贝利奇克被NFL罚款50万美元，爱国者队被罚款25万美元，这也是当时NFL史上对教练最重的处罚。
2014赛季，贝利奇克带领爱国者队在第四十九屆超級盃上惊险战胜西雅图海鹰，赢下担任主教练以来的第4座超级碗。2016年赛季的第五十一届超级碗，爱国者队在3-28落后的绝境中上演反击，击败亚特兰大猎鹰，五夺超级碗。2018赛季的第五十三届，贝利奇克带队第6次夺冠，成为NFL史上仅有的3位6夺超级碗的主教练（另2位是乔治·哈拉斯和柯利·蓝波）。
2020年汤姆·布雷迪离队，贝利奇克仍继续担任爱国者主教练。接下来的数年中，贝利奇克未能给爱国者找到合适的四分卫人选。2023赛季，爱国者仅取得了4胜13负的战绩，是贝利奇克主教练生涯的最差赛季。2024年1月，贝利奇克和爱国者队友好分手。他在执教爱国者队期间，共取得了333胜178负的战绩，帮爱国者队赢下了6座超级碗、9次美联和17次分区冠军。